# جون تشرتش هاميلتون
جون تشرتش هاميلتون (بالإنجليزية: John Church Hamilton)‏ هو محامي أمريكي، ولد في 22 أغسطس 1792 في فيلادلفيا في الولايات المتحدة، وتوفي في 25 يوليو 1882 في لونغ برانش في الولايات المتحدة.